# Kanton Lons-le-Saunier-Nord
Lons-le-Saunier-Nord is een voormalig kanton van het Franse departement Jura. Het kanton maakte deel uit van het arrondissement Lons-le-Saunier. Het werd opgeheven bij decreet van 17 februari 2014 met uitwerking op 22 maart 2015.

## Gemeenten
Het kanton Lons-le-Saunier-Nord omvatte de volgende gemeenten:
- Chille
- Condamine
- Courlans
- Courlaoux
- L'Étoile
- Lons-le-Saunier (deels, hoofdplaats)
- Montmorot
- Saint-Didier
- Villeneuve-sous-Pymont